# Anastatus alboclavus
Anastatus alboclavus is een vliesvleugelig insect uit de familie Eupelmidae. De wetenschappelijke naam is voor het eerst geldig gepubliceerd in 1900 door Ashmead.